# Tu peux toujours faire tes bagages
Pour plus de détails, voir Fiche technique et Distribution.
Tu peux toujours faire tes bagages est un téléfilm français (du genre comédie) réalisé par Jacques Krier, diffusé le 21 janvier 1984 sur TF1.

## Résumé
Alain est un père de famille, néo-gaucho soixante-huitard, irresponsable et incorrigible. Un soir, après s’être mis hors la loi, il tente d’échapper à la police dans les rues du quartier Beaubourg. Fuyant désespérant ses poursuivants, il aperçoit au loin une jeune fille rentrant chez elle, dans la cour d’un immeuble. C’est une occasion unique et inespérée de s’en sortir pour Alain, qui décide de s’engouffrer à son tour dans le couloir. Il se retrouve nez à nez avec Marie. 
De prime abord surprise, elle se laisse séduire par cet homme inconnu et l’invite à prendre un verre dans son appartement. Au fur et à mesure de la soirée, Alain et Marie font connaissance et se découvrent des points communs. Ils écoutent de la musique, discutent et se couchent très tard dans la nuit. Le lendemain, à l’aube, Alain doit partir, le cœur épris pour la jolie Marie.
En arrivant à son domicile, il découvre que son fils, Baptiste, gamin fugueur et tête à claques de 14 ans, l’attend. Il souhaite lui parler. Malheureusement, Alain doit partir au travail et ne peut s’occuper de lui. Mais avant, il doit aller voir en vitesse son père, André, un vieillard infantile.
C’est le début d’une belle histoire d’amour sur fond de conflits familiaux.

## Fiche technique
- Titre : Tu peux toujours faire tes bagages
- Réalisation : Jacques Krier
- Scénario : Roger Mirmont et Jacques Krier
- Musique : Mario d'alba
- Pays d'origine : France
- Format : Couleur Technicolor - 1,33:1 - Mono - 35 mm
- Genre : comédie
- Dates de première diffusion :

 France : 21 janvier 1984

## Distribution
- Roger Mirmont : Alain
- Mario d'Alba : Mario
- Béatrice Camurat : Marie
- Clovis Cornillac : Baptiste
- Henri Virlojeux : André
- Elios Vidal : Lestrass
- Nane Germon : La dame au téléphone
- Anne-Marie Bacquié : Paulette
- Jean-Michel Molé : Le caissier
- Féodor Atkine : Jeff
- Marie Keime : Marie-Christine
- Christophe Otzenberger : Christophe
- Monique Mauclair : La camionneuse
- Annette Poivre : Louise
- Marthe Villalonga : La propriétaire
- Alain Flick : Le metteur en scène de pub
- Michel Tugot-Doris : Le gérant

## Commentaire
C'est la seconde apparition de Clovis Cornillac dans un téléfilm après Le village sur la colline de Yves Laumet. 